# Zeche Victoria (Essen)
Die Zeche Victoria war ein Steinkohlen-Bergwerk im Deilbachtal in Byfang, seit 1929 ein Stadtteil von Essen. Die Zeche war aus der Konsolidation mehrerer Bergwerke entstanden.

## Geschichte

### Entstehung
Erste Kohle im Feld der späteren Zeche Victoria wurde bereits im 18. Jahrhundert abgebaut. Die Gründung der Zeche Victoria war im Jahr 1857, wobei sie aus der Konsolidation mehrerer Kleinzechen entstand. Die größeren darunter waren die Zeche Freundschaft im Gebiet Hattingen-Niederbonsfeld bis Niederwenigern, die Zeche Friedrich Anton in Niederwenigern und die Zeche Vereinigte Himmelskrone in Niederbonsfeld. Für diese drei Zechen gibt es Konsolidationsurkunden aus dem Jahr 1864, andere stammen aus dem Jahr 1861. Des Weiteren treten die Namen der Zeche Siegeswagen, der Zeche  Neuglück und der Zeche Bescheidenheit  auf.
Der Ökonom Wilhelm Deilmann, dessen Familie in der Nähe den Deilmannhof bewirtschaftete, war Repräsentant der Zeche Victoria. Der tonnlägige, nach ihm benannte Schacht Wilhelm lag auf den nördlichen Ruhrhöhen und wurde 1890 abgeteuft. Zwei weitere Schächte folgten 1911 und 1912 unten im Tal, was deutlich zur Steigerung der Fördermengen beitrug.

### Charakter
Ein Zechengebäude war direkt durch einen Schienenstrang mit einer etwa achtzig Meter entfernten Laderampe an die Prinz-Wilhelm-Eisenbahn angeschlossen. In diesem Gebäude befand sich das Stollenmundloch eines Stollens, der unter der Nierenhofer Straße hindurch verläuft. Der Stollen wurde bereits ab 1847 nahezu gerade in den Berg getrieben und wurde bis 1887 über fünf Wetterschächte mit der Oberfläche verbunden. Des Weiteren gab es ein Gebäude, das ein Magazin und Werkstätten beherbergte. So wurden im Jahr 1885 mit 19 Beschäftigten 630 Tonnen Kohle gefördert. Der Charakter einer Stollenzeche ging nach der 1890 erfolgten Abteufung des tonnlägigen Schachtes Wilhelm verloren, wo 1893 mit der Förderung begonnen wurde. Er wurde mithilfe einer Kettenförderanlage mit der Prinz-Wilhelm-Bahn verbunden, wo dazu eine Wäsche mit Brikettfabrik errichtet wurden.

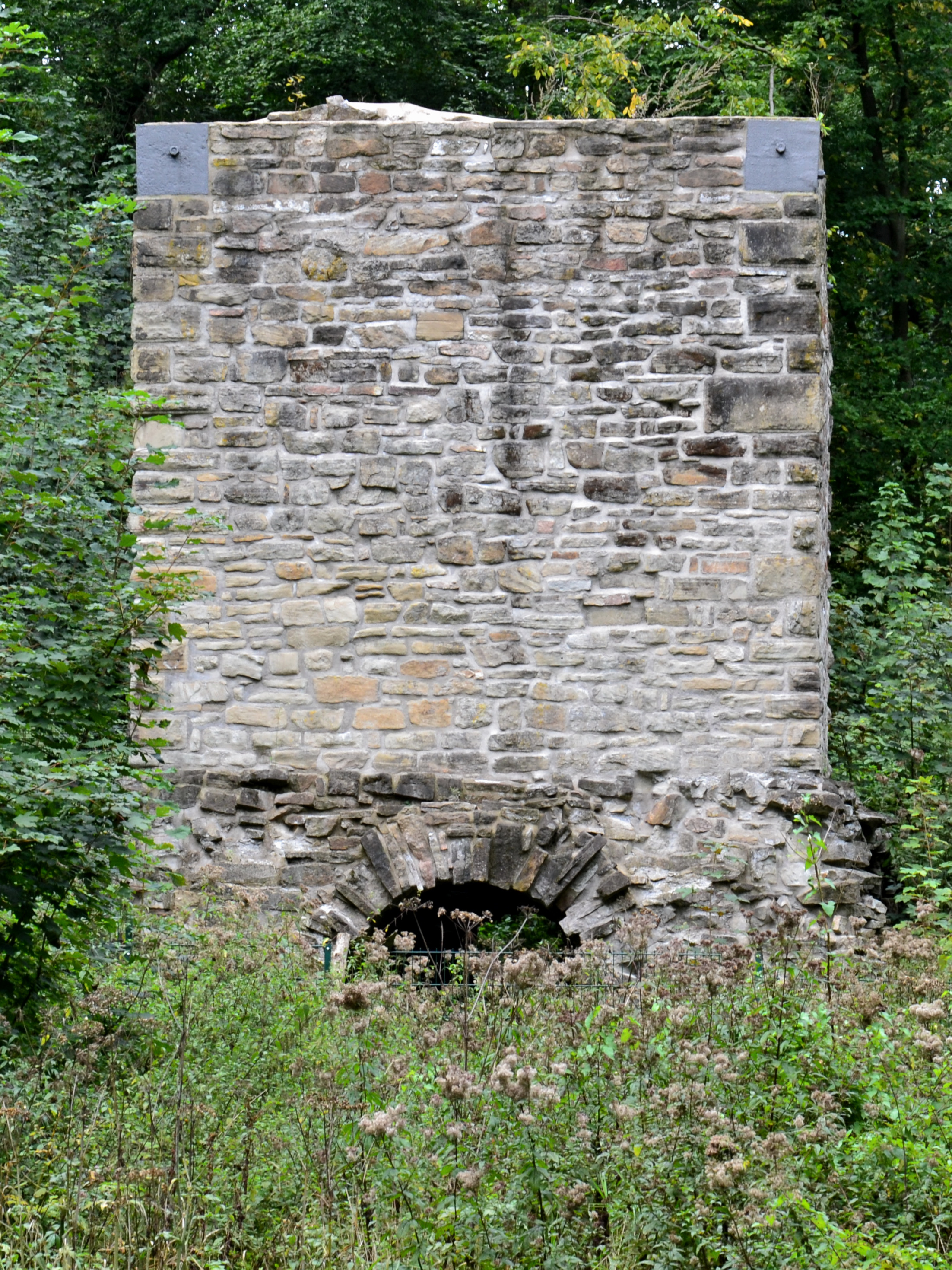
Wetterkamin des Schachtes Wilhelm

Der heute noch erhaltene, aus Ruhrsandstein gemauerte Wetterkamin aus dem Jahre 1890 lag genau zwischen Schacht Wilhelm und den Zechengebäuden. Mit seinem offenen Feuer im Wetterofen wurde der Luftzug aus dem Schacht gefördert. Nachdem diese Aufgabe ein 1911 in Betrieb gegangener Ventilator effektiver übernehmen konnte, wurde das Gemäuer überflüssig.
Nachdem 1894 auch der Himmelscroner Erbstollen aufgegeben worden war, hatte sich der Tiefbau endgültig durchgesetzt. Infolge zählte die Belegschaft der Zeche Victoria 1895 bereits 133 Mann, die 15.548 Tonnen Kohle förderten. Fünf Jahre später stieg die Förderung auf 110.654 Tonnen mit 351 Beschäftigten. Zwei weitere Schächte direkt bei der Brikettfabrik folgten 1911 und 1912, was nochmals deutlich zur Steigerung der Fördermenge beitrug. Diese Schächte erhielten einen Tomson-Bock als Fördergerüst. Ebenfalls dazu kam ein Zentralmaschinenhaus, ein Kesselhaus, weitere Werkstätten und das heute erhaltene und unter Denkmalschutz stehende Kauen- und Verwaltungsgebäude aus dem Jahre 1910.
Die Förderung stieg 1913 auf 122.578 Tonnen Kohle mit 510 Bergleuten. Im gleichen Jahr folgte die Stilllegung des Schachtes Wilhelm, der sechs Jahre später verfüllt wurde. Der Höhepunkt der Kohlefördermenge wurde 1920 mit insgesamt 145.253 Tonnen bei 865 Beschäftigten erreicht.

### Stilllegung
Mit ersten Anzeichen der aufkommenden Weltwirtschaftskrise wurde die Zeche Victoria 1925 stillgelegt. In den Gebäuden der Übertageanlagen siedelten sich andere Gewerbebetriebe an. Das Fördergerüst, ein im westlichen Ruhrgebiet sehr seltener Tomson-Bock, wurde 1926 abgebaut und bei der Zeche Carl Funke in Heisingen auf den dort neu abgeteuften Schacht 2 gesetzt. 1950 ging das Grubenfeld an die Zeche Carl Funke über.

## Heutiger Zustand
In den 1960er und 1970er Jahren wurden viele Teile der Tagesanlagen abgerissen und das Gelände planiert. Die in den Jahren 1890 bis 1925 aufgeschüttete Bergehalde, die ein ehemaliges Bachtal nahe dem noch erhaltenen Wetterkaminsockel des Schachtes Wilhelm bedeckt, ist heute überwiegend mit Nadelhölzern bedeckt. Eine zweite Halde war östlich der Tagesanlagen an der Nierenhofer Straße in den Jahren 1914 bis 1925 entstanden und ist heute im unteren Bereich teilweise bewaldet.
Das erhaltene 1910 errichtete Betriebsgebäude und der noch etwa sechs Meter hohe Wetterkaminsockel aus dem Jahr 1890 sind heute Bestandteil der Kulturlandschaft Deilbachtal, die mit weiteren Industriedenkmälern Bestandteil der Route der Industriekultur ist. Beide stehen seit 1998 bzw. 1989 unter Denkmalschutz. Das Stollenmundloch des 1847 begonnenen Stollens, westlich nahe dem erhaltenen Betriebsgebäude, ist heute ummauert.
Über die ebenfalls denkmalgeschützte Hundebrücke, heute Fuß- und Radweg, verlief die Schienenbahn der Zeche Victoria. Sie wurde im Zuge der Entstehung der Zeche Victoria in der zweiten Hälfte des 19. Jahrhunderts erbaut und diente zudem zum Transport von Steinen aus einem südlich gelegenen Steinbruch. Die Brücke überspannt mit Bruchsteinbögen den Deilbach und weiter in Stahlfachwerkbauweise die ehemalige Prinz-Wilhelm-Eisenbahnstrecke.
Wenige Meter nördlich der Tagesanlagen, an der Kohlenstraße, werden noch heute zwei ehemalige Bergbeamtenhäuser der Gewerkschaft Victoria bewohnt.
Die Strecke der ehemaligen Prinz-Wilhelm-Eisenbahn wird heute als Bahnstrecke Wuppertal-Vohwinkel–Essen-Überruhr von der S-Bahn-Linie 9 befahren.
Am 3. März 2020 wurden erhaltene ausgekuhlte Gruben, sogenannte Pinge, die Hinweise auf oberflächennahen Steinkohlenbergbau geben, als Bodendenkmal in die Denkmalliste der Stadt Essen eingetragen.